# دومینیک ژان زفیرین
دومینیک ژان زفیرین (انگلیسی: Dominique Jean-Zéphirin؛ زادهٔ ۳ ژوئن ۱۹۸۲) بازیکن فوتبال اهل فرانسه است.
از باشگاه‌هایی که در آن بازی کرده‌است می‌توان به باشگاه فوتبال همپتون و ریچموند بورو، باشگاه فوتبال ای‌اف‌سی ویمبلدون، باشگاه فوتبال استاینز تاون، باشگاه فوتبال سلو تاون، باشگاه فوتبال آیلزبری یونایتد، باشگاه فوتبال فارن‌بورو، باشگاه فوتبال لوس، باشگاه فوتبال نیس، و باشگاه فوتبال دوور اتلتیک اشاره کرد.
وی همچنین در تیم ملی فوتبال هائیتی بازی کرده‌است.